# Olympische Winterspiele 1976/Teilnehmer (Republik China)
| Gelbes Symbol für Goldmedaillen mit stilisierten Olympischen Ringen | Graues Symbol für Silbermedaillen mit stilisierten Olympischen Ringen | Braundes Symbol für Bronzemedaillen mit stilisierten Olympischen Ringen |
| ------------------------------------------------------------------- | --------------------------------------------------------------------- | ----------------------------------------------------------------------- |
| —                                                                   | —                                                                     | —                                                                       |

Die Republik China (Taiwan) nahm an den Olympischen Winterspielen 1976 im österreichischen Innsbruck mit einer Delegation von sechs Männern teil.

## Teilnehmer nach Sportarten

### Ski Alpin
Herren:
- Chen Yun-Ming
Riesenslalom: 52. Platz – 5:23,28 min
Slalom: DNF

### Biathlon
- Shen Li-chien
Einzel (20 km): 51. Platz – 1:58:32,91 h; 9 Fehler
- Ueng Ming-yih
Einzel (20 km): 50. Platz – 1:42:09,37 h; 10 Fehler

### Rodeln
| Herren: - Huang Liu-Chong 38. Platz – 5:22,646 min - Shieh Wei-Cheng 34. Platz – 3:45,200 min | Doppelsitzer - Huang Liu-Chong / Shieh Wei-Cheng 21. Platz – 1:31,378 min |

### Ski Nordisch

#### Langlauf
Herren:
- Shen Li-chien
15 km: 77. Platz – 1:06:45,77 h
- Ueng Ming-yih
15 km: 73. Platz – 57:02,75 min
- Liang Reng-Guey
15 km: 76. Platz – 1:06:02,79 h

## Weblink
- Olympiamannschaft der Republik China 1976 in der Datenbank von Sports-Reference (englisch; archiviert vom Original)